# NHK松江放送局
NHK松江放送局（エヌエイチケイまつえほうそうきょく）は、島根県を放送対象地域とする日本放送協会（NHK）の地域放送局。テレビとラジオで県域放送を行っている。

## 沿革
- 1931年（昭和6年）12月21日 - 松江放送局に本免許交付（呼出符号:JOTK 周波数：625kc 出力：500W）。
- 1932年（昭和7年）3月7日 - 社団法人日本放送協会松江放送局開局。
- 1950年（昭和25年）6月1日 - 放送法施行に伴い社団法人日本放送協会が解散。特殊法人としての日本放送協会が設立され一切の権利義務を継承。
- 1959年（昭和34年）10月28日 - 総合テレビのアナログ放送を開始。
- 1962年（昭和37年）12月28日 - 教育テレビのアナログ放送を開始（NHK鳥取放送局と同日）。
- 1964年（昭和39年）7月1日 - ラジオFM放送の実用化試験放送・ステレオ放送実験が開始（当初ステレオ放送は、東京から送られて来たパッケージテープを送って放送していたが、翌1965年4月5日に、大阪局→岡山局→岩桶山固定局→松江局の放送波中継に変更された。）[1]。
- 1966年（昭和41年）3月20日 - 総合・教育両テレビのカラー放送を開始[2]。
- 1969年（昭和44年）3月1日 - 全国NHK一斉にFMラジオ本放送開始。
- 1971年（昭和46年）10月初めまで - 松江放送局のローカルニュースがカラー化。これに伴い、カラーフィルムによる報道取材を開始[3]。
- 1972年（昭和47年）頃 - 松江放送局のローカル番組が全面カラー化。これに伴い、松江ローカルを含め、総合テレビが全面カラー化（全国放送は前年10月10日に全面カラー化）。
- 1977年（昭和52年） - FM放送、ローカル放送でのステレオ化工事が完了、松江放送局ローカルのステレオ放送を開始[4]。
- 1978年（昭和53年）11月23日 - 国際電気通信連合による中波ラジオ放送全世界一斉周波数変更の取り決めに従い、ラジオ第1・第2放送の周波数が10kHz間隔から9kHz間隔に一斉変更。
  - これに伴い松江本局は、ラジオ第1が1296kHzに、ラジオ第2が1593kHzに変更。同ラジオ中継局もそれぞれ変更された。
- 1980年（昭和55年）3月31日 - FMステレオ放送用のPCMデジタル音声回線が導入。これに伴い、ローカル以外でのステレオ放送に於ける、大阪から経由して行われていた放送波中継を廃止[5][6]。
- 1986年（昭和61年）8月8日 - 総合テレビの音声多重放送開始[7]。
- 1991年（平成3年）3月21日 - 教育テレビの音声多重放送開始[8]。
- 2006年（平成18年）10月1日 - 総合・教育両テレビの地上デジタル放送を開始。
- 2007年（平成19年） - 開局75周年記念ドラマ『先生の秘密』を制作。
- 2011年（平成23年）7月24日 - 正午、総合・教育両テレビのアナログ放送終了。24時迄には完全停波。
- 2018年（平成30年） -  4月改編より週末・祝日（年末年始も含む）のニュース・気象情報はテレビ・ラジオともに終日広島からの中国地方向け放送に変更（原則として選挙及び災害等を除く）。これにより、島根県のニュース・気象情報は平日のみの放送となる。
- 2022年（令和4年）
  - 3月7日 - 開局90周年。
  - 4月改編より週末・祝日のテレビの夕方ニュース・気象情報を、松江局と鳥取局の2局ネットに変更。但し、ラジオは原則として従来通り全時間帯で広島発となる。
  - 7月15日 - 新放送会館が竣工[9]。
- 2023年（令和5年）
  - 3月6日 - 放送機器の整備などを行い、新放送会館での放送を開始[10]。それとともに、NHKの地域放送局としては2番目に「バーチャルスタジオ」の本格的な運用を開始した[11][12]。
  - 4月1日 - 令和改革により、部制（放送部・営業推進部等）からセンター制に見直され、コンテンツセンター、経営管理企画センターへ再編された。
  - 5月22日 - NHKプラスで地域向けのテレビ番組の見逃し配信が開始[13]。

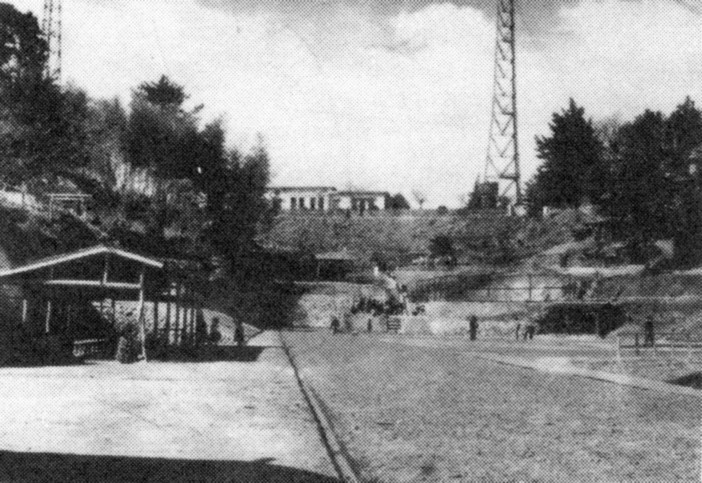
昭和15年当時、松江放送局は松江市内の床几山にあった。
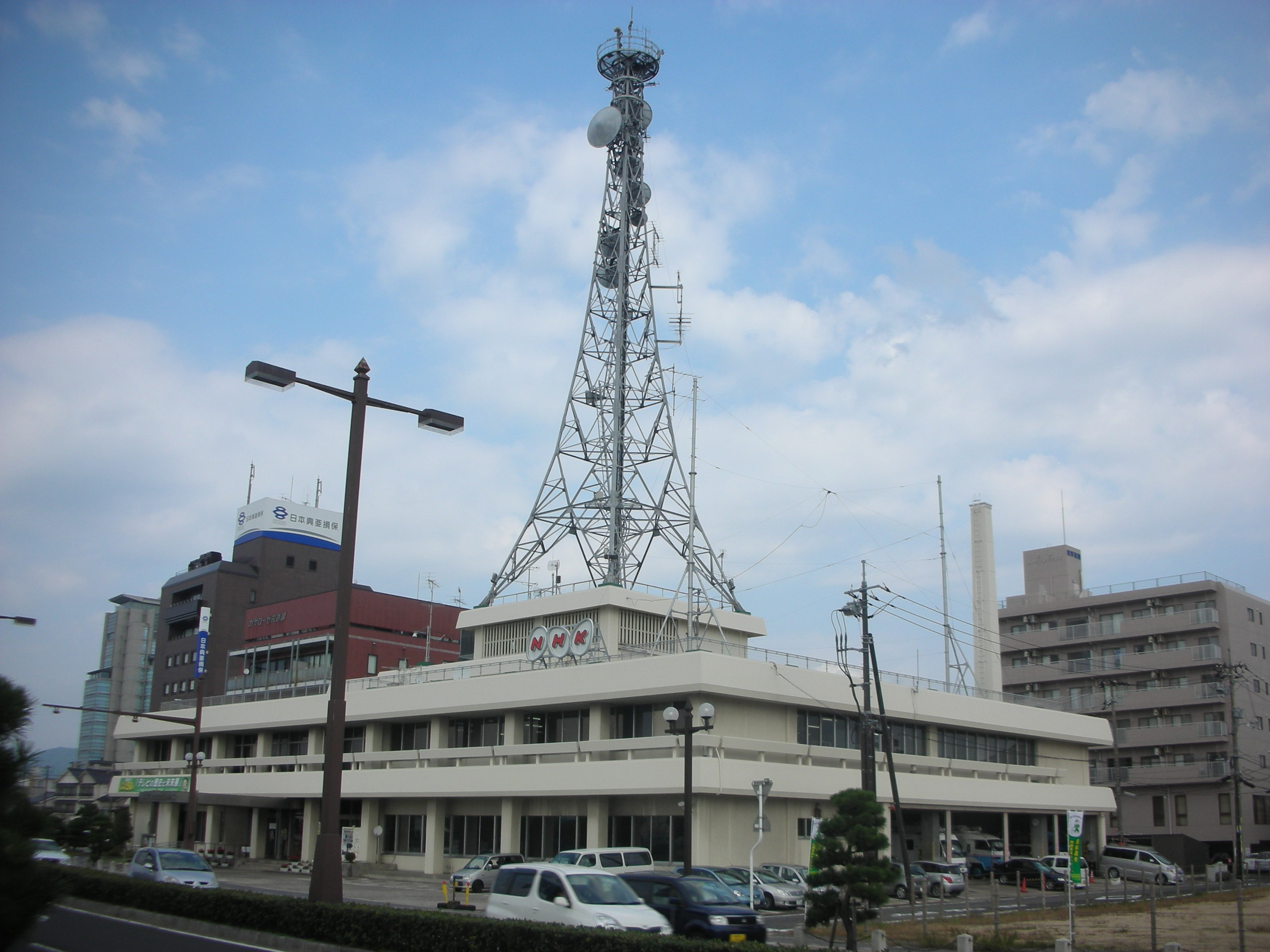
2023年3月5日まで使用された旧局舎（2009年10月）

## チャンネル・周波数

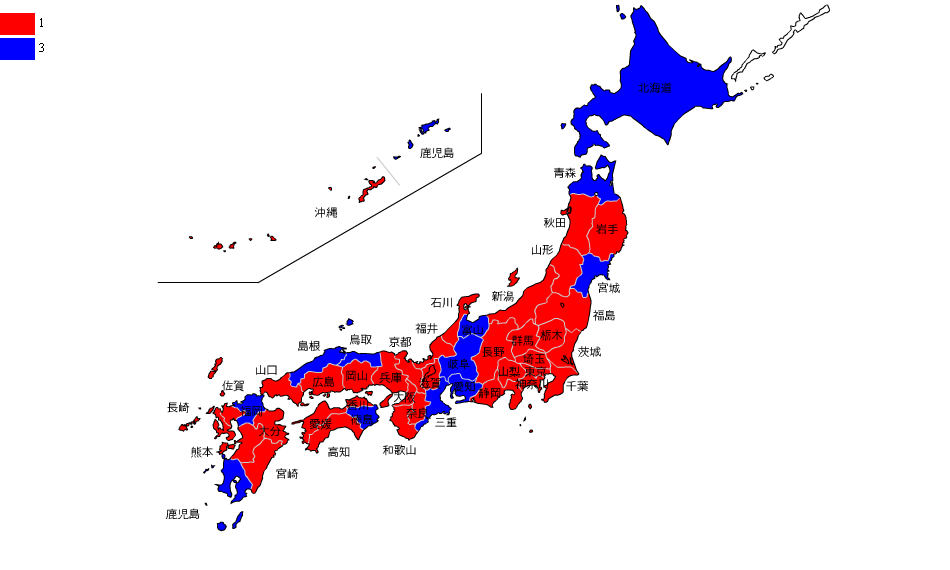
NHK総合のリモコンキーID。

- 日本テレビ系列の日本海テレビの親局（鳥取県東中部向け）チャンネル番号が1chとなっていたため、総合テレビのリモコンキーIDはNHK鳥取の親局（アナログ3ch）と同じ「3」となっている（自局は6chであったが、鳥取県側に合わせた。また「6」はTBSテレビに合わせる山陰放送に譲った）。
- このため、鳥取県・広島県・山口県で本局を受信する場合は031・032の後に枝番が付く（鳥取県ではNHK鳥取総合に、広島県では中国放送に、山口県ではテレビ山口にそれぞれ「3」が割り当てられているため）。

### 実情
島根県のみを放送対象地域とする唯一の放送局ではあるが、実際のエリアは本拠地である松江市周辺がスピルオーバー地帯であることに起因する電波事情の関係上、本来は鳥取放送局（厳密には米子支局）のエリアである鳥取県西部の広範囲にまで及んでいる。

### 総合テレビ

#### デジタル
コールサイン：JOTK-DTV リモコンキーID：3
- 03* - NHK総合*・松江（1,2）
- 631 - NHK携帯G・松江
- 放送事業者 - NHK総合・松江

送信所・中継局
- 松江 21ch 出力：1kW（澄水山）
- 浜田 35ch 出力：100W（大麻山）
- 大田 24ch 出力：10W
- 仁摩 24ch 出力：10W
- 江津 48ch 出力：30W
- 益田 21ch 出力：30W
- 西ノ島 35ch 出力：30W

#### アナログ
コールサイン：JOTK-TV
- 松江 6ch 映像出力：1kW（枕木山）
- 浜田 2ch

### 教育テレビ

#### デジタル
コールサイン：JOTB-DTV リモコンキーID：2
- 02* - NHKEテレ*松江（1,2,3）
- 621 - NHK携帯2
- 放送事業者 - NHKEテレ松江

送信所・中継局
- 松江 19ch 出力：1kW
- 浜田 37ch 出力：100W
- 大田 20ch 出力：10W
- 仁摩 20ch 出力：10W
- 江津 50ch 出力：30W
- 益田 20ch 出力：30W
- 西ノ島 30ch 出力：30W

#### アナログ
コールサイン：JOTB-TV
- 松江 12ch 映像出力：1kW（枕木山）
- 浜田 9ch

### ラジオ

#### ラジオ第1放送
コールサイン：JOTK
- 松江 1296kHz 出力：10kW（出雲市）
- 川本 1368kHz 出力：100W
- 石見 846kHz 出力：100W（邑南町）
- 江津 1323kHz 出力：100W
- 浜田 1026kHz 出力：100W
- 匹見 1584kHz 出力：100W
- 六日市 1323kHz 出力：100W
- 益田 1341kHz 出力：100W
- 津和野 999kHz 出力：100W
- 隠岐 FM79.4MHz 出力：100W（隠岐の島町）
- 赤名 FM87.5MHz 出力：3W
- 来島 FM89.2MHz 出力：10W
- 頓原 FM88.0MHz 出力：3W
- 日原 FM80.3MHz 出力：30W
- 浜田補完 FM81.7MHz 出力：100W

#### ラジオ第2放送
コールサイン：JOTB
- 松江 1593kHz 出力：10kW（出雲市）
- 川本 1602kHz 出力：100W
- 石見 1512kHz 出力：100W（邑南町）
- 浜田 1359kHz 出力：100W
- 益田 1539kHz 出力：100W
- 津和野 1359kHz 出力：100W

#### FM放送
コールサイン：JOTK-FM
- 松江 84.5MHz 出力：500W（枕木山）
- 大東 85.5MHz 出力：10W
- 木次 85.1MHz 出力：1W
- 横田 83.6MHz 出力：100W
- 大田 85.4MHz 出力：10W
- 邑智 85.0MHz 出力：3W
- 邑智荻原山 78.9MHz 出力：100W（邑南町）
- 石見 85.1MHz 出力：1W（邑南町）
- 石見大和 87.8MHz 出力：3W
- 羽須美 83.9MHz 出力：1W
- 浜田 85.8MHz 出力：1kW
- 日原 84.7MHz 出力：3W
- 津和野 89.8MHz 出力：10W
- 西ノ島 80.4MHz 出力：10W
- 西郷 81.5MHz 出力：10W

## 支局
- NHK浜田支局
- NHK隠岐支局

※上記支局以外に大田と益田に委託カメラマンを配置している。

## 主な松江局制作番組
2024年4月1日から
総合テレビ
太字はNHKプラスの「ご当地プラス」において見逃し配信を実施している番組。
- おはよう山陰（鳥取局と隔週交代で制作。祝日を除く月曜 - 金曜 7:45 - 8:00[15]）
  - 大型連休・お盆などは休止し「おはようちゅうごく」を臨時フルネットで放送。
- ニュース（島根）（平日 12:15 - 12:20）
- しまねっとNEWS610（祝日を除く月曜 - 金曜 18:10 - 19:00）
  - 大型連休・お盆などは休止し、代わりに「島根県のニュース・気象情報」（18:45 - 18:59）を放送。
- しまねっと845（祝日を除く月曜 - 金曜 20:45 - 21:00）
  - 祝日は休止し、20:55 - 21:00に「ニュース・気象情報（中国地方）」を広島から5分間放送。
  - 大型連休・お盆などは「中国地方のニュース・気象情報」を放送するため休止。
- さんいんスペシャル（鳥取局と輪番で制作。金曜 19:30 - 19:55（再放送翌土曜日7:30 - 7:55）に随時放送。内容により島根県・鳥取県の2県放送とどちらか1県のみの放送の場合あり。土曜日11時台に不定期で広島局（広島県ローカルおよび広島局送出の中国ブロックネット）やBS1『中国地方推し!』でも放送する他、『NHK地域局発』（NHK本部送出）で全国放送の場合あり〈広島局・鳥取局・NHK本部送出時は2023年3月の局舎移転以前から『NHK G』『NHK BS1』のウォーターマークあり〉）
- さんいんNEWS645（土曜は松江局が、日曜は鳥取局がそれぞれ制作。祝日は鳥取局と輪番で制作。土曜・日曜・祝日 18:45 - 19:00[16]）
  - 大型連休やお盆は「ニュースちゅうごく645」（広島発）を放送するため休止。
  - 年末年始は18:50 - 19:00に「ニュース・気象情報（中国地方）」（広島発）を放送。

ラジオ第1放送・FM放送
斜字はFMサイマル放送
- ニュース・気象情報など
  - 7:20 - 7:25
  - 9:55 - 10:00
  - 12:15 - 12:20
  - 13:55 - 14:00
  - 18:50 - 19:00

※土日・祝日・年末年始は、終日中国地方向け放送のため島根県向け放送はなし。

### 過去に制作されたローカル番組
総合テレビ
- しまねフレッシュガイド→ひるまえしまねっと
- 発進!島根
- しまね640→しまね630→イブニングネットワークしまね→発進!島根ろくいち丸→発進!島根ろくまる丸→情報満開!しまねっとToday
- しまね845
- 先生の秘密（開局75周年記念制作のテレビドラマ）
- ショートドラマ 私の"だんだん"
- 島根マルチバース伝（開局90周年記念制作のテレビドラマ）

## マスコットキャラクター
松江放送局には「しじみまる」と呼ばれるマスコットキャラクターが存在する。

### しじみまる
2023年3月に移転した松江新会館のキャラクターを全国から公募した結果、同年5月22日にキャラクターと名前を「しじみまる」が発表された。

## アナウンサー・キャスター
- 氏名の後の*は、過去に松江局勤務経験のあるアナウンサー。前任地が太字のアナウンサーはその局が初任地。

| 氏名           | 前任地         | 担当番組                                          | 備考                       |
| アナウンサー   | アナウンサー   | アナウンサー                                      |                            |
| -------------- | -------------- | ------------------------------------------------- | -------------------------- |
| 福田光男*      | 広島           | アナウンスグループ統括 島根県のニュース           |                            |
| 近田雄一       | 大阪           | しまねっとNEWS610 （キャスター）                  |                            |
| 森下桂人       | 高松           | しまねっとNEWS610 （キャスター） 各種スポーツ中継 |                            |
| 大村広奈       | 初任地         | 島根県のニュース                                  | 地域職員 出雲市出身        |
| 中山真羽       | 初任地         | 島根県のニュース                                  |                            |
| 契約キャスター |                |                                                   |                            |
| 堤結衣         | 中海テレビ放送 | しまねっとNEWS610 （キャスター） さんいんNEWS645  |                            |
| 長谷川愛実     |                | しまねっとNEWS610 （キャスター） さんいんNEWS645  |                            |
| 石原菜月       |                | しまねっとNEWS610 （リポーター） さんいんNEWS645  |                            |
| 気象予報士     |                |                                                   |                            |
| 千田希々花     |                | しまねっとNEWS610                                 | オフィス気象キャスター所属 |